# Neil Hopkins
Neil Edward Hopkins (Trenton, 13 maggio 1977) è un attore statunitense.
Conosciuto principalmente per il ruolo di Liam Pace, fratello maggiore di Charlie nella serie televisiva Lost, ha avuto anche delle piccole esperienze come cantante.

## Biografia
Hopkins nasce a Trenton nel New Jersey. Dopo qualche anno dalla sua nascita, lui e la sua famiglia si trasferirono ad Aurora in Colorado dove nel 1995 si diplomò alla Regis Jesuit High School. Tra il 1996 e il 1999 frequentò il College of Holy Cross a Worcester in Massachusetts. Ha ottenuto il suo M.F.A. all'American Conservatory Theater.
Neil Hopkins ha recitato in molte serie televisive, interpretando un "Specialist" in Birds of Prey, Lester in Crossing Jordan e piccole apparizioni in Dragnet, Streghe, NCIS, Point Pleasant erecentemente nella serie della CBS Ghost Whisperer - Presenze. È apparso anche in un episodio di CSI - Scena del crimine come Donny Drummer, in due episodi di Big Love come Ken Byington e in un episodio di 4400 come Nick Crowley. Dal 2004 ha inoltre un ruolo ricorrente nella serie televisiva Lost, in cui interpreta Liam Pace, il fratello eroinomane di Charlie.
Oltre ad aver recitato in molte serie televisive Hopkins ha avuto ruoli anche in alcuni film, recitando in due lungometraggi di Philip Zlotorynski (Walkentalk e My Big Fat Independent Movie). In entrambi i film imita l'attore Christopher Walken, imitazione che gli riesce molto bene. Nel 2005 recita in due film, interpretando il ruolo di Kevin in Aimée Price e quello di Alan nel rifacimento del film muto Il gabinetto del dottor Caligari. Recentemente ha partecipato all'episodio pilota di Hit Factor, che ha ricevuto il Best Drama award al terzo Annual Independent Television Awards svoltosi a Los Angeles. Nel 2010 partecipa al film thriller dei Fratelli Strause Skyline nel ruolo di Ray.

## Filmografia parziale
- Birds of Prey – serie TV, un episodio (2002)
- Crossing Jordan – serie TV, un episodio (2003)
- Dragnet – serie TV, un episodio (2003)
- Streghe (Charmed) – serie TV, un episodio (2004)
- NCIS - Unità anticrimine (NCIS) – serie TV, un episodio (2004)
- Lost – serie TV, 6 episodi (2004-2007)
- Point Pleasant – serie TV, un episodio (2005)
- CSI - Scena del crimine (CSI: Crime Scene Investigation) – serie TV, un episodio (2005)
- The Net 2.0, regia di Charles Winkler – film TV (2006)
- Big Love – serie TV, 2 episodi (2006)
- 4400 (The 4400) – serie TV, un episodio (2006)
- Ghost Whisperer - Presenze (Ghost Whisperer) – serie TV, un episodio (2006)
- Dirty Sexy Money – serie TV, un episodio (2007)
- Shark - Giustizia a tutti i costi (Shark) – serie TV, un episodio (2007)
- Terminator: The Sarah Connor Chronicles – serie TV, un episodio (2008)
- Women's Murder Club – serie TV, un episodio (2008)
- The Cleaner – serie TV, un episodio (2008)
- Criminal Minds – serie TV, un episodio (2008)
- CSI: NY – serie TV, un episodio (2008)
- My Name Is Earl – serie TV, un episodio (2009)
- Crash – serie TV, 2 episodi (2009)
- Nip/Tuck – serie TV, un episodio (2009)
- Skyline, regia dei fratelli Strause (2010)
- Castle – serie TV, episodio 3x09 (2010)
- True Blood – serie TV, episodio 4x01 (2011)
- Grimm – serie TV, episodio 1x18 (2012)
- Matador - serie TV, 13 episodi (2014)

## Doppiatori italiani
Nelle versioni in italiano delle opere in cui ha recitato, Neil Hopkins è stato doppiato da:
- Enrico Pallini in Lost, The Good Wife
- Roberto Gammino in The Net 2.0, Skyline
- Giorgio Borghetti in Streghe
- Manfredi Aliquò in NCIS - Unità anticrimine
- Fabrizio Picconi in CSI - Scena del crimine
- Fabio Boccanera in Ghost Whisperer - Presenze
- Gerry Gherardi in Shark - Giustizia a tutti i costi
- Roberto Certomà in Criminal Minds
- Edoardo Stoppacciaro in CSI: NY
- Gianluca Iacono in Nip/Tuck
- Marco Benvenuto in My Name is Earl
- David Chevalier in Castle
- Alessandro Rigotti in CSI: Miami
- Fabrizio Manfredi in The Mentalist
- Emiliano Coltorti in Leverage - Consulenze illegali
- Dario Oppido in Matador
- Fabrizio Vidale in Code Black